# Heinrich Maria Denneborg
Heinrich Maria Denneborg (* 7. Juni 1909 in Horst-Emscher, heute Stadtteil von Gelsenkirchen; † 1. November 1987 in Neggio bei Lugano/Tessin in der Schweiz) war ein deutscher Kinderbuchautor und Puppenspieler.

## Leben und Werk
Denneborg wuchs als Sohn eines Dachdeckers in Gelsenkirchen-Buer auf und absolvierte nach dem Besuch der Volksschule eine Lehre als Bauzeichner. 1931 holte er das Abitur nach und begann ein Studium der Theaterwissenschaft und Germanistik, das er aber abbrach.
Schon als Schüler betätigte er sich literarisch und erhielt 1929 den Ullstein-Story-Preis. Gleichzeitig hatte er das Puppenspiel für sich entdeckt und mit Stücken wie Genoveva und einer Adaption von Rumpelstilzchen erste Erfolge erzielt. Er ließ sich als freischaffender Puppenspieler und Schriftsteller in Gelsenkirchen nieder und zog 1935 in die Künstlersiedlung Halfmannshof. Sein erstes Buch Die hölzernen Männer. Ein Roman für fröhliche Leute von neun bis neunzig Jahren erschien 1932, später auch in holländischer, flämischer und slowenischer Sprache. 1934 erhielt er den Niederrheinischen Erzählerpreis. Nebenbei arbeitet der Autor bis 1939 bei der Stadtbücherei Gelsenkirchen, wo er regelmäßig Kasperle-Vorstellungen organisierte und das Institut überregional bekannt machte. Während des Krieges besuchte Denneborg mit seinem Puppentheater die deutschen Soldaten an der Front und publizierte Das Buch vom Kasper (1940). 1945 geriet er in Italien in amerikanische Kriegsgefangenschaft.
1947 begann er eine umfangreiche Reisetätigkeit mit seinem Puppentheater durch Westdeutschland und die Schweiz. Er veröffentlichte Kasperle-Bücher und mit Daniel, der kleine Uhrmacher 1953 sein erstes Kinderbuch. 1955 folgt Das Eselchen Grisella, das in dreizehn Sprachen übersetzt wird. Denneborgs größter Erfolg war das bis heute populäre Kinderbuch Jan und das Wildpferd (1957), für das er 1958 den Deutschen Jugendbuchpreis erhält. Die Fortsetzung Das Wildpferd Balthasar (1959) wurde 1960 in die Auswahlliste des Deutschen Jugendbuchpreises aufgenommen. Beide Bücher erschienen in mehr als 15 Sprachen und festigten Denneborgs Ruf als Kinderbuchautor. In der Folgezeit verfasste er vornehmlich Kasperle-Bücher wie Kasperle und die Wunderblume oder Die alte Hexe Wackelzahn (1963) und Kinder-Sachbücher zum Thema Puppenspiel und -bau. Aber auch seiner Wahlheimat Neggio im schweizerischen Tessin widmete er mit der Katzengeschichte Kater Kasper (1961) ein kleines Denkmal. Denneborgs Kasperleschule (1968) stand 1969 auf der Auswahlliste zum Deutschen Jugendbuchpreis, Sparte Sachbuch. Im Auftrag des Goethe-Instituts bereiste er mit seinen Puppen als kultureller Botschafter der Bundesrepublik Deutschland Skandinavien, Südamerika, Asien, Australien und Neuseeland. Er erhielt zahlreiche Auszeichnungen und Preise und wurde Mitglied des Internationalen PEN-Clubs. Seit 1948 hatte Denneborg, zum Teil gemeinsam mit seiner späteren Frau Silvia Gut, mehr als 30 Hörfunksendungen, vornehmlich für den Kinderfunk, produziert; in den 1970er Jahren entstanden Hörspielfassungen von Grisella und Jan und das Wildpferd.
1987 starb Denneborg in Neggio im Tessin, wo er neben der Gelsenkirchener Künstlersiedlung Halfmannshof einen zweiten Wohnsitz hatte.

## Auszeichnungen
- Ehrenmitgliedschaft der Prager UNIMA, 1969
- Ehrenmitgliedschaft der IJB (Internationale Jugendbibliothek), München, 1969
- Mitgliedschaft des VS und des International PEN-Club, London, 1971
- Bundesverdienstkreuz 1. Klasse, 1969
- Goldene Medaille der Stadt Gelsenkirchen, 1974
- Elfenbeinmedaille  des Börsenvereins des Deutschen Buchhandels, 1974
- Bronzeplakette der Stadt Duisburg, 1977

(Liste der Auszeichnungen wurde einem von Denneborg selbst veröffentlichten Flyer entnommen.)